# Proteína ácida fibrilar glial
La proteína ácida fibrilar glial, proteína fibrilar acídica de la glia, también llamada filamentos gliales o proteína gliofibrilar ácida (GFAP), es una de las proteínas fibrosas que forman los filamentos intermedios del citoesqueleto intracelular, en particular de células gliales como los astrocitos y células de Schwann. Descrita por primera vez en 1971, la GFAP es una proteína de tipo III de los filamentos intermedios codificada por un gen que se encuentra, en humanos, en el cromosoma 17 (concretamente en 17q21).
Su función principal es proteger la rígida organización de la estructura tridimensional interna de los astrocitos del cerebro permitiéndoles sin embargo, considerable flexibilidad y curvatura. En ciertas células se encuentra estrechamente relacionada con filamentos de vimentina y desmina, los cuales están implicados en la estructura y función del citoesqueleto.

## Estructura
Las proteínas del tipo III de los filamentos intermedios tienen tres dominios, el más conservado de los cuales el dominio central en hélice α. La secuencia específica de DNA de esta región de la proteína es la que difiere entre los distintos genes que codifican las diferentes proteínas del tipo III de los filamentos intermedios. El dominio central en hélice α se arrolla alrededor de otro dominio central en hélice α de otra proteína de tipo III, formando un dímero con el extremo N-terminal y C-terminal de cada filamento alineados. Las proteínas del tipo III de los filamentos intermedios son capaces de formar tanto homodímeros como heterodímeros; la GFAP con otras proteínas del tipo III o con la proteína del neurofilamento (NF-L). La GFAP, al igual que otros proteínas del tipo III, no pueden ensamblarse con las queratinas (proteínas de los tipos I y II de los filamentos intermedios). En las células que expresan ambos tipos de proteínas, forman redes de filamentos intermedios separados. Para formar redes, los dímeros iniciales se combinan para formar tetrámeros escalonados, que son las subunidades básicas de los filamentos intermedios. Puesto que, in vitro, los "rod damain" no forman filamentos los dominios no-helicoidales son necesarios para la formación de los filamentos.
Las dos regiones restantes son la cabeza y la cola, y tienen una mayor variabilidad en su secuencia y en su estructura. Sin embargo, la cabeza de la GFAP tiene dos argininas y un residuo aromático que se ha demostrado que son necesarios para un ensamblaje apropiado. Los tamaños de las de las regiones de la cabeza y de la cola son absolutamente diferentes entre la GFAP y la vimentina, lo que sugiere que, cuando se  ensamblan, se alinean más bien cabeza con cabeza que cola con cabeza. Esto permitiría una mayor plasticidad a la red de filamentos intermedios.

## Expresión de la proteína
La cantidad de GFAP que producen las células está regulada por numerosos mecanismos, tales como la presencia de citocinas y hormonas. Su expresión se incrementa en determinadas situaciones, conocidas comúnmente como "activación astrocitaria". Durante el desarrollo, la vimentina se localiza junto con la GFAP en células gliales inmaduras, así como en líneas celulares de glioma pero no en astrocitos maduros. Esto podría indicar que, debido a la estructura cabeza con cabeza propuesta, los filamentos conjuntos de GFAP y vimentina sirven a propósitos más diversos que cada uno de los filamentos individuales.
En células maduras, los cambios más estudiados en los filamentos intermedios son las fosforilaciones de la GFAP, que puede ocurrir en cinco sitios diferentes de la proteína. Estas modificaciones post-traduccionales ocurren en el dominio de la cabeza y alteran la distribución de cargas de la proteína, dando como resultado la desagregación y la subsecuente rotura de los filamentos intermedios. La relación entre el nivel de filamentos de GFAP presentes y la proteína libre en el citoplasma, normalmente, es un equilibrio estable. Actualmente, no se entiende completamente la importancia funcional de la alteración de los niveles de GFAP libre.

## Función celular
La GFAP se expresa en el sistema nervioso central, en los astrocitos. Está implicado en muchos procesos funcionales de la célula, tales como el mantenimiento de la estructura, el movimiento, la comunicación celular, y en el funcionamiento de la barrera hematoencefálica. 
Se ha demostrado que GFAP desempeña un papel en la mitosis ajustando la red de filamentos presente en la célula. Durante la mitosis, hay un aumento de la cantidad de GFAP fosforilada, y un movimiento de esta proteína modificada hacia la hendidura que se forma en el plano de división celular. Hay diferentes proteínas quinasas que fosfarilan GFAP en distintos momentos del ciclo celular: la quinasa cdc2 actúa sólo durante la transición a la fase G2, mientras que otras quinasas de GFAP son activas solamente en la hendidura del plano de división celular. Esta especificidad en la localización permite la regulación exacta de la distribución de GFAP a las células hija. En células maduras, se han descubierto muchas funciones de GFAP usando ratones knockout. Estos ratones knockout carecen de filamentos intermedios en el hipocampo y en la sustancia blanca de la médula espinal. También se demostrado que, en los ratones más viejos hay una degeneración de múltiples funciones de los astrocitos; la mielinización puede ser defectuosa, la estructura de la sustancia blanca deteriorada, y hay cambios apreciables en la barrera hematoencefálica. Por lo tanto, GFAP puede estar implicado en el mantenimiento a largo plazo de la mielinización normal del sistema nervioso central.
También se ha propuesto que GFAP desempeñe un papel en las interacciones entre astrocitos y neuronas. In vitro, usando mRNA antisentido, los astrocitos que carecen de GFAP no tienen las extensiones, generalmente presentes, con las neuronas. Las investigaciones también demuestran que las células de Purkinje en ratones carentes de GFAP no tienen la estructura normal, y tienen déficits en algunos experimentos de condicionamiento. Por lo tanto, se piensa que la GFAP tiene un importante papel en el mantenimiento de la comunicación de la célula de Purkinje, y posiblemente de muchos otros tipos de células nerviosas.

## Patología asociada
La GFAP se ha estudiado como marcador de la esclerosis múltiple. La concentración de esta proteína guarda relación con la discapacidad y posiblemente se trate de un marcador de daño neuronal irreversible.